# John Joseph Wright
John Joseph Wright (* 18o de Julho de 1909 em Dorchester , Suffolk County , Massachusetts , EUA ; † 10 de agosto 1979 em Cambridge , Middlesex County , Massachusetts) era um clérigo americano e cardeal da Igreja Católica Romana .

## Vida

### Juventude e Sacerdote
O filho de John Wright, um funcionário da fábrica de papel, e sua esposa Harriet (nee Cokely) trabalhou durante a visita do Boston Latin School na filial Hyde Park da Biblioteca Pública de Boston como um menino revista durante a noite e durante o verão. Ele se formou no Boston College em 1931 e depois foi para o Saint John's Seminary em Brighton . No final do seu primeiro ano em St. Johns, foi enviado a Roma para continuar seus estudos no Pontifício Colégio Norte-Americano e na Pontifícia Universidade Gregoriana . O Cardeal Vigário , Arcipreste da Basílica de Latrãoe secretário do Santo Ofício , Francesco Cardinal Marchetti Selvaggiani , ordenou em 08 de dezembro de 1935 na capela do Norte Ameri Kania College por sacerdotes .
Após sua ordenação , ele participou do programa de pós-graduação da Gregoriana, recebeu uma licenciatura em Teologia em 1936 e em 1939 o Doutor em teologia doutorado . Ele ensinou filosofia e teologia no Seminário de São João até 1943, quando se tornou secretário particular do arcebispo de Boston , William Henry O'Connell . Sob o sucessor de O'Connell, Richard James Cushing , ele manteve este post. Em 17 de dezembro de 1944, ele foi nomeado capelão de Sua Santidade .

### Bispo Auxiliar e Bispo
Papa Pio XII. nomeou-o em 10 de maio de 1947 Bispo Auxiliar em Boston e Bispo Titular de Aegeae . O arcebispo de Boston, Richard James Cushing, doou a ele em 30 de junho do mesmo ano, na Catedral da Santa Cruz , a ordenação episcopal ; Os co- consagradores foram Ralph Leo Hayes , bispo de Davenport , e James Louis Connolly , bispo coadjutor de Fall River . Seu lema era Resonare Christum .
Ele se tornou o primeiro bispo de Worcester em 28 de janeiro de 1950 . Nesta posição, ele criticou tanto utópico e Weltuntergangsbeschwörer, e disse que um cristão o grande erro exemplar [reconhece] para que a natureza humana é capaz ... mas [saber] que a graça é mais forte do que o pecado.
Em 1953, Wright foi eleito para a Academia Americana de Artes e Ciências . 
Papa João XXIII. nomeou-o bispo de Pittsburgh em 23 de janeiro de 1959 . Ele participou de todas as sessões do Concílio Vaticano II e foi a força decisiva por trás de alguns documentos. Depois dos avanços do ecumenismo no conselho, ele acreditava que haveria unidade direta nas boas obras e no amor entre católicos e protestantes.

### Cardeal
Papa Paulo VI. o levou em 28 de abril 1969 como um padre cardeal com a igreja titular de Gesù Divino Maestro alla Pineta Sacchetti no colégio de cardeais e nomeou-o simultaneamente ao prefeito da Congregação para o Clero . Ele foi um dos quatro cardeais que viajou para Auschwitz em 1972 em memória de Maximilian Kolbe ; Além de John Joseph Krol , ele foi o único outro cardeal americano a visitar a Polônia. Ele não compareceu ao conclave em agosto de 1978 porque estava se recuperando de um procedimento cirúrgico, mas no conclave noOutubro do mesmo ano . Aos 70 anos, ele morreu de polimiosite e foi enterrado no Cemitério da Santidade em Brookline .

## Visualizações
O legado do cardeal permanece indiscutível. Ele era um intelectual liberal em questões teológicas sociais, mas conservadoras. Ele fez campanha pelos direitos civis e condenou a Guerra do Vietnã, mas rejeitou a ordenação e a contracepção das mulheres . Ele também acreditava que as anuais Sínodos seria inútil e angustiante e sete anos de idade apropriada para crianças é receber o sacramento da penitência, porque eles seriam capazes de corrigir o comportamento pecaminoso em uma idade precoce.

## Trivialidades
- Ele acreditava que o papa João Paulo I era um espirituoso papa que, apaixonado pela literatura, estava unido ao amor das palavras das alegrias de Deus .
- Ele estava muito bem informado sobre Joana d'Arc .